# Стокгольмський метрополітен
Стокгольмський метрополітен (швед. Stockholms tunnelbana) — система ліній метрополітену у місті Стокгольм, Швеція. Метрополітен налічує 100 станцій, з яких 47 підземні, а 53 розміщені на поверхні землі, або на естакадах. Метрополітен складається з 7 ліній, пронумерованих від 10 до 19. Вони об'єднані у групи за кольором; зелена група, червона, та синя. В системі використовується стандартна ширина колії та живлення потягів від контактної рейки.

## Схема ліній

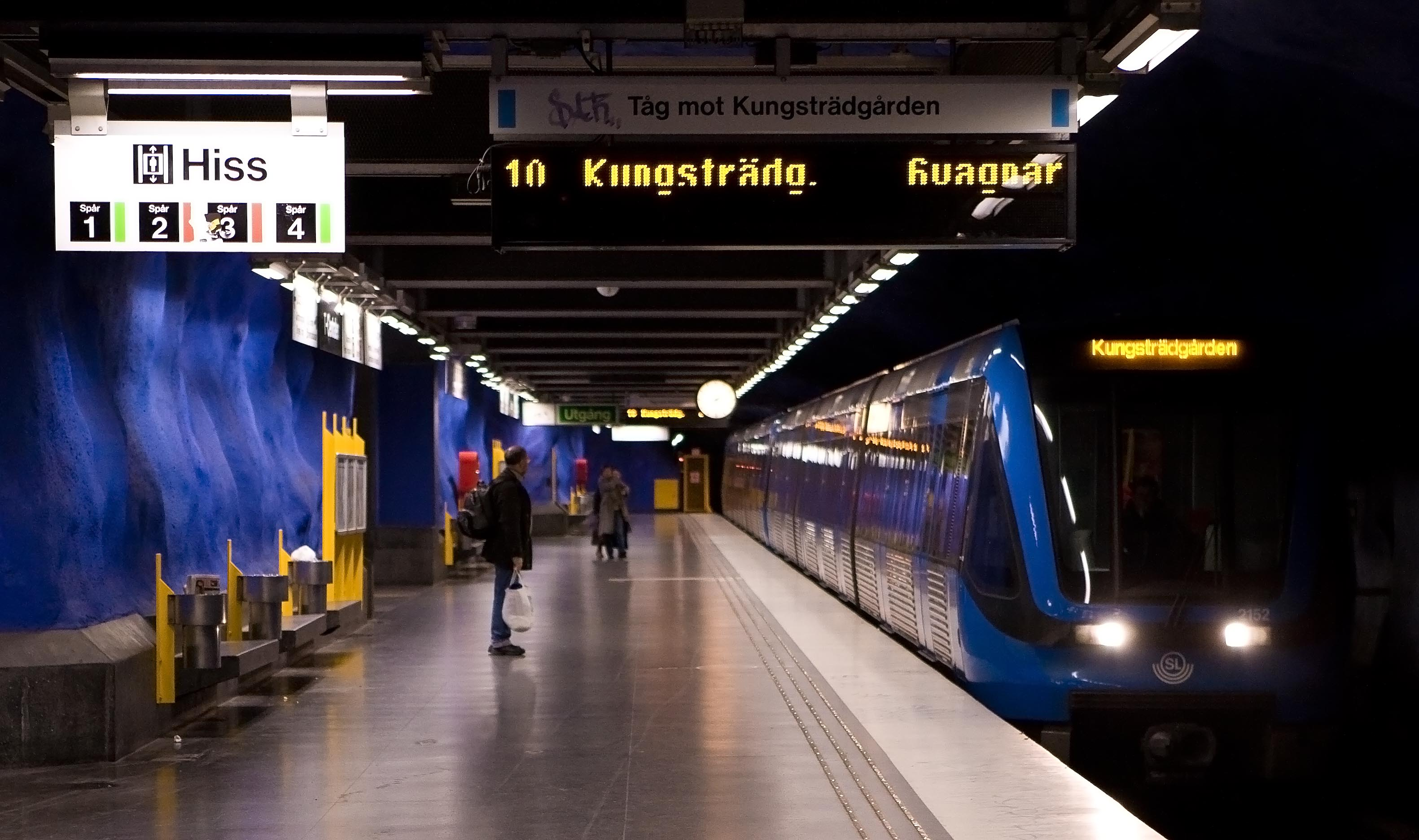

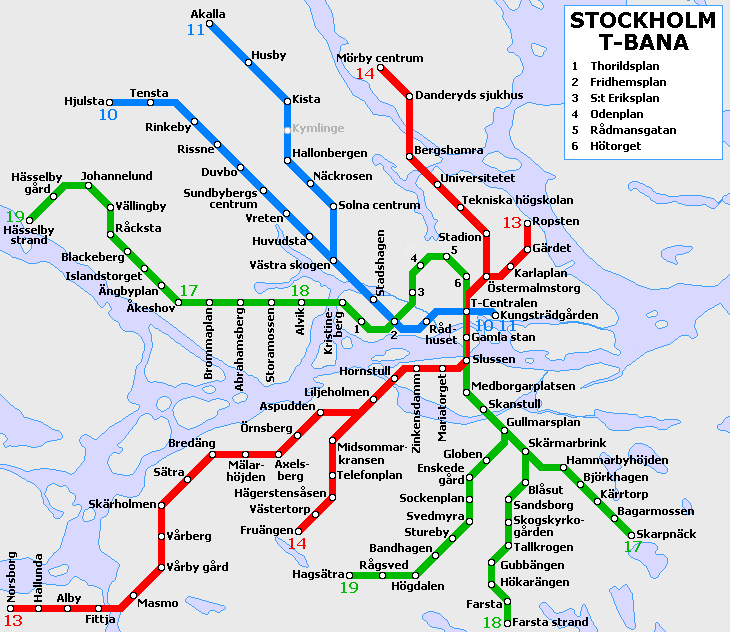
Схема ліній метрополітену

## Історія

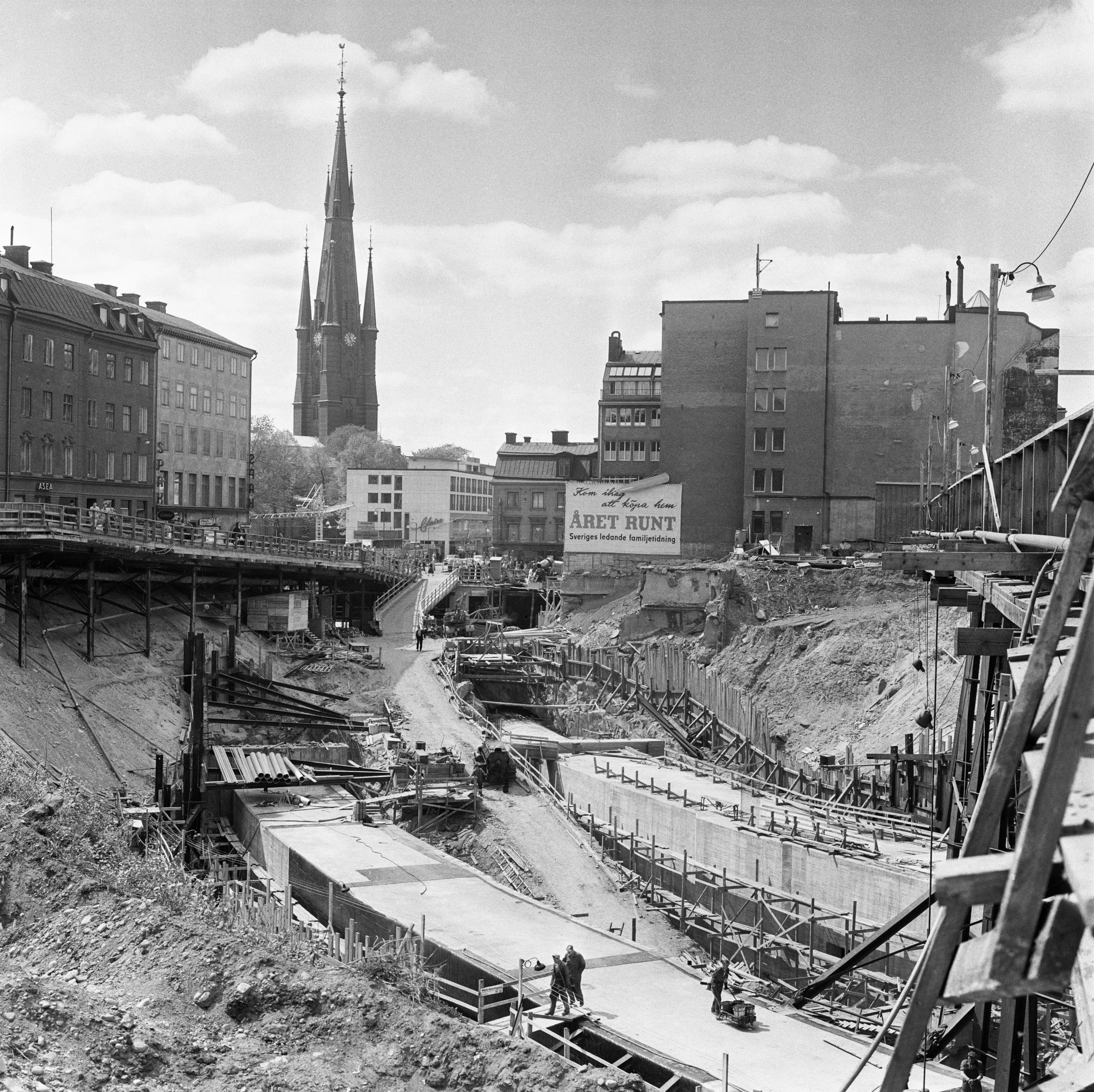
Будівельні роботи у метро, 1957

Перша частина лінії була відкрита 1950 року, коли підземна лінія легкого метро, відкрита 1933 року, була трансформована у систему метрополітену. Лінія з'єднувала станції «Slussen» і «Hökarängen». У 1952 році була відкрита друга лінія, яка з' єднала «Hötorget» та західні райони міста. У 1957 році дві лінії були з'єднані у зелену групу ліній. Червона група була відкрита 1964 року і вона проходила через північно-східні райони, повз центр, до південного-заходу. Остання група ліній, синя група, була відкрита 1975 року, вона проходила через північно-західні масиви. Останній раз коли система оновлювалася — це відкриття станції Skarpnäck у 1994 році (зелена лінія).

## Станції
Окрім 100 станцій, які наразі експлуатуються, є ще одна станція, яку до сих пір не відкрили, — це станція Kymlinge, яка розташована на синій лінії.
Стокгольмский метрополітен вважається справжнім шедевром сучасного мистецтва — найдовшою, підземною, мистецькою галереєю у світі. Звичайно витвори мистецтва дуже відрізняються від традиційних, архітектурних, підземних палаців таких як Московський метрополітен, Лондонський метрополітен. Стокгольмський метрополітен дуже відрізняється від інших саме тим, що більшість зі станцій системи зроблені у ефекті підземної печери, яскраво розмальованої. Найцікавіші станції метро можна побачити на синій лінії.

## Галерея

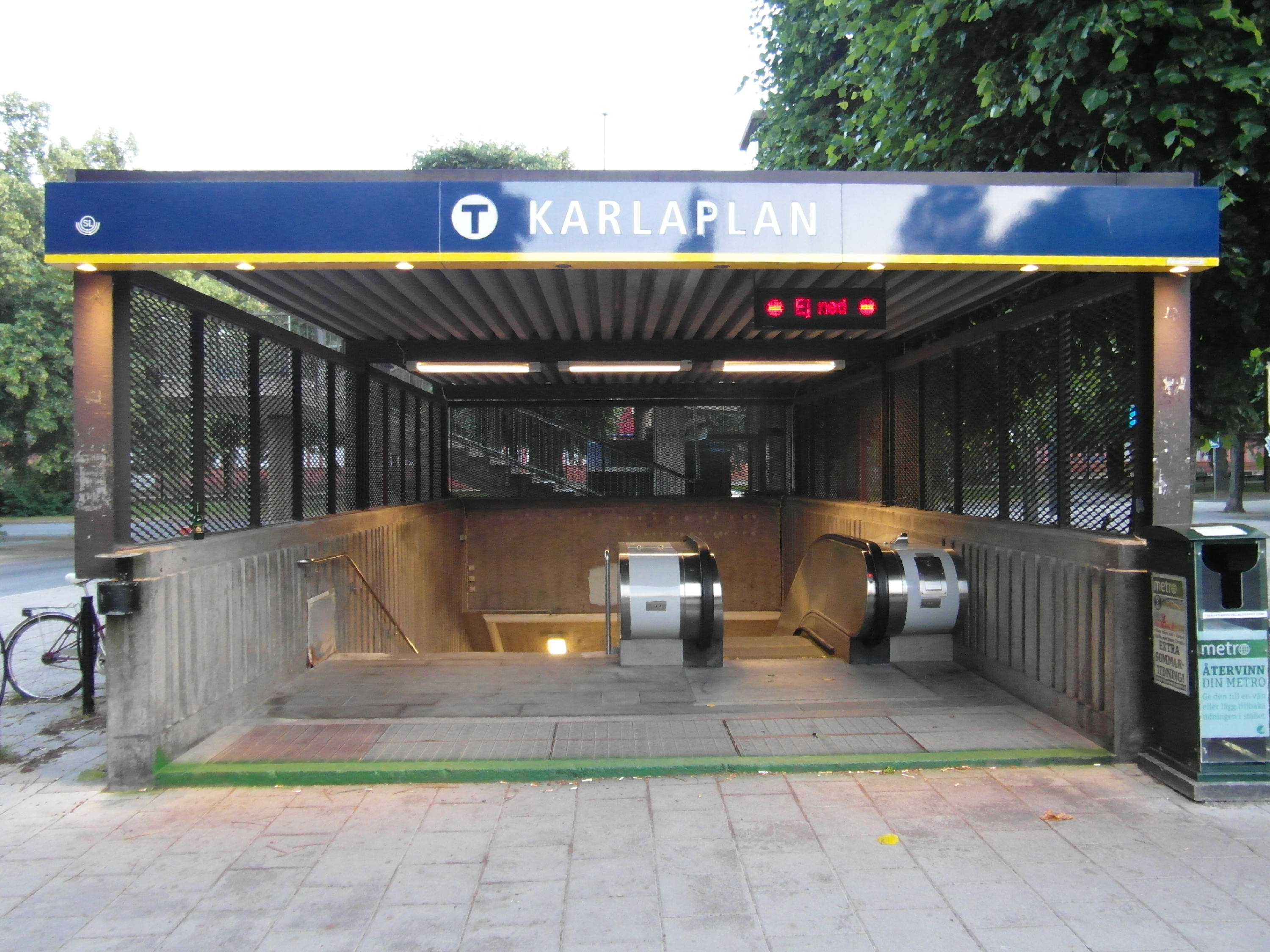
Вихід зі станції «Karlaplan»
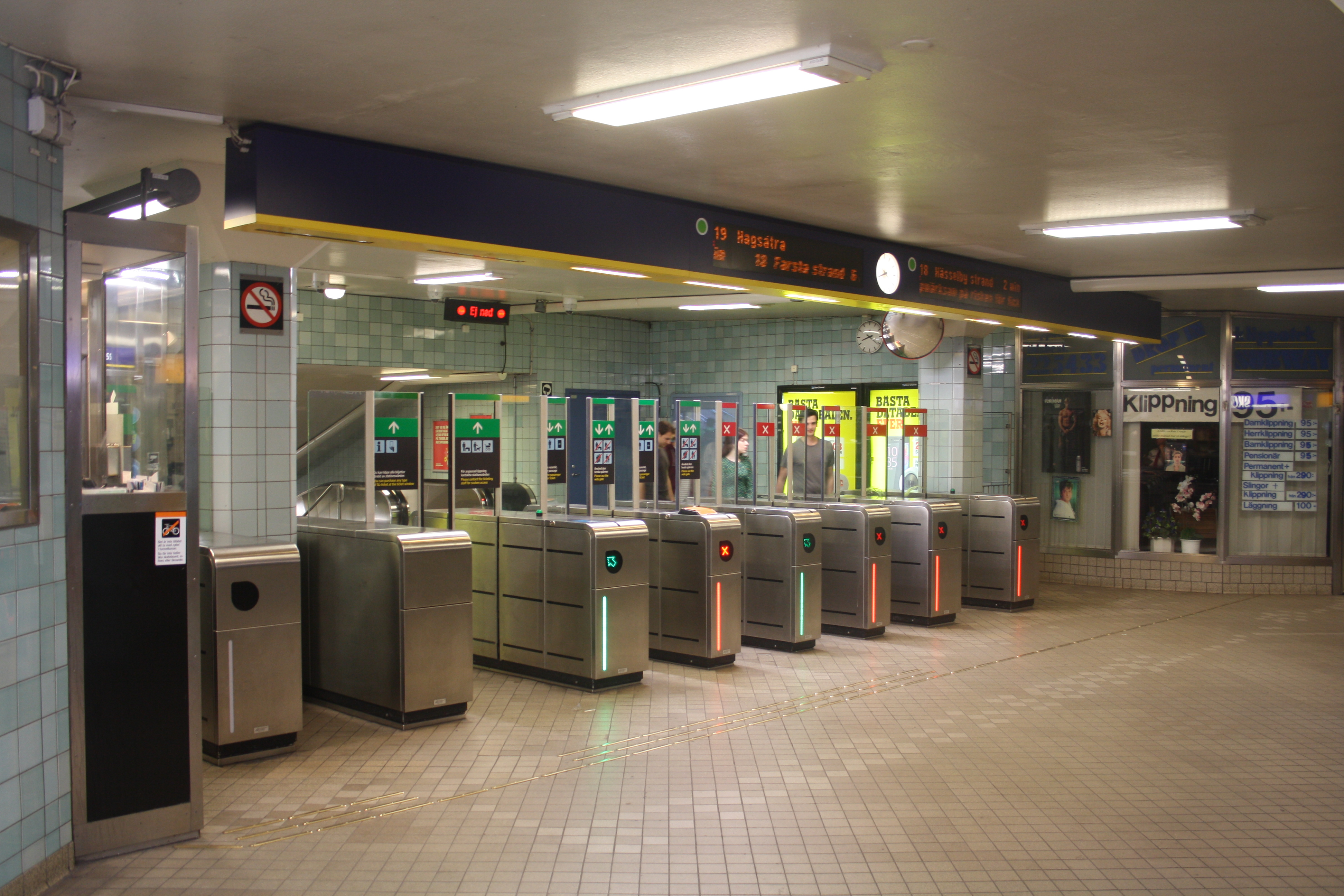
Турнікети на станції «Hötorget»
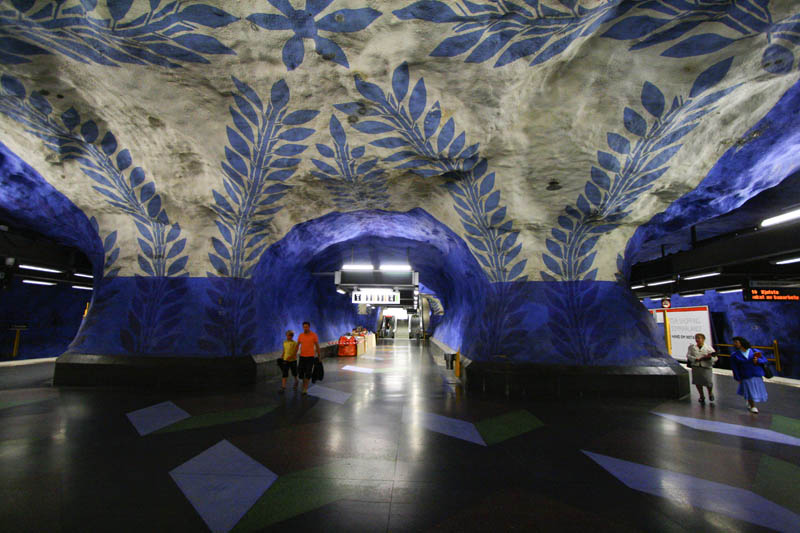
Платформа станції «T-Centralen»
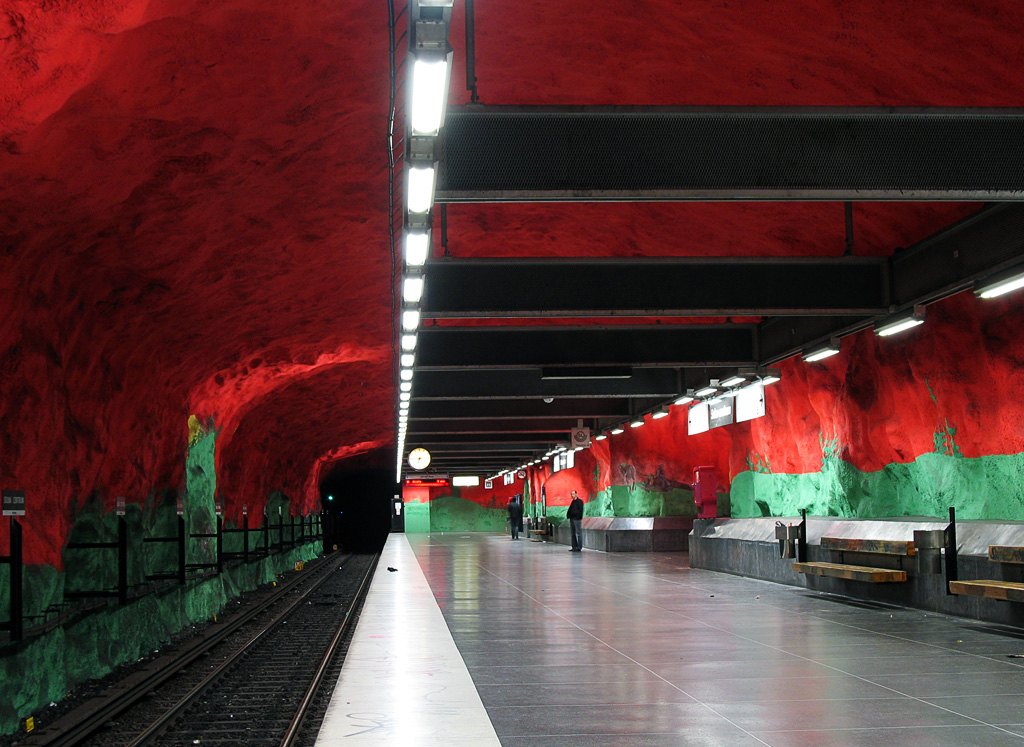
Платформа станції «Solna centrum»
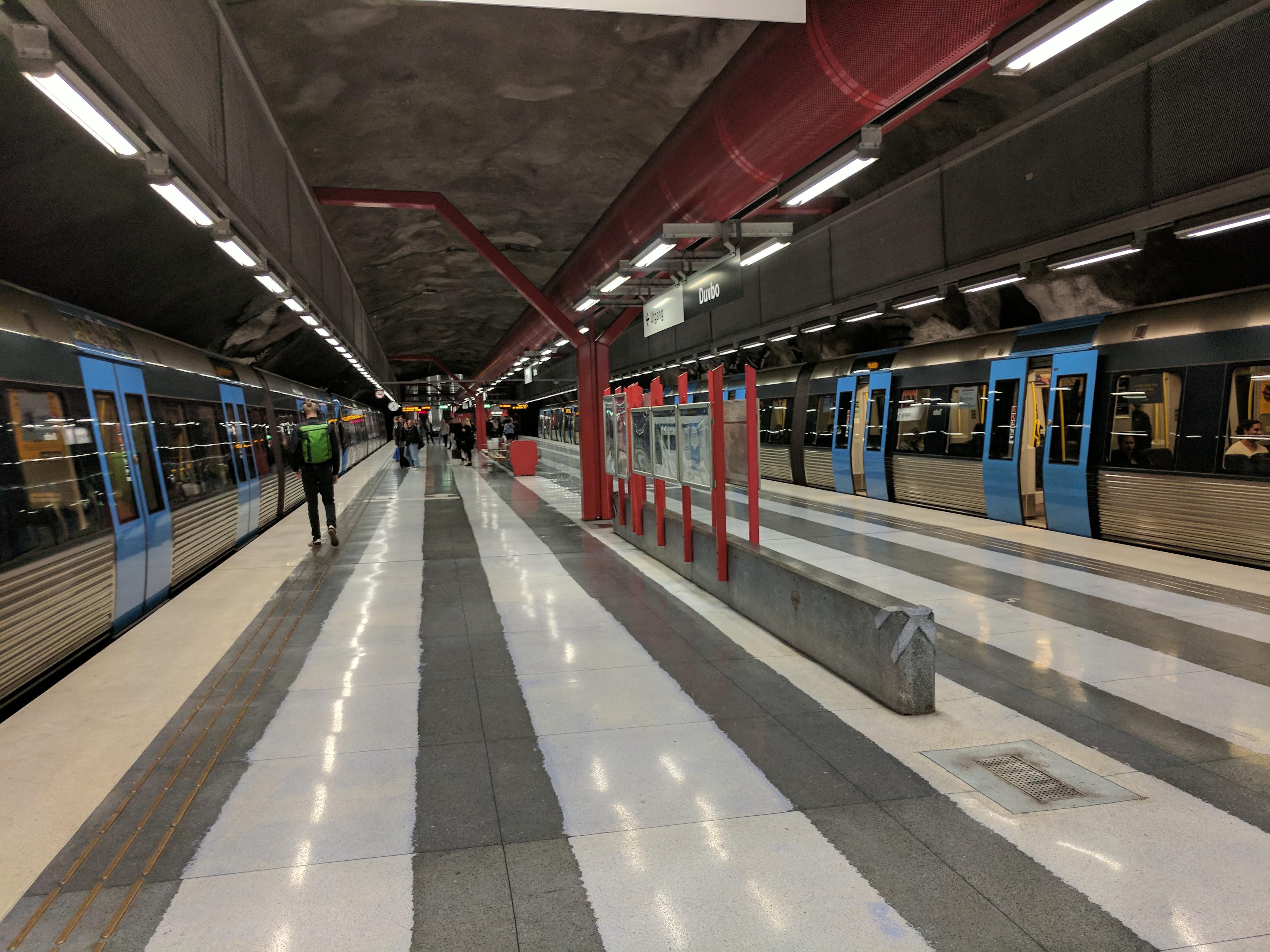
Платформа станції «Duvbo»
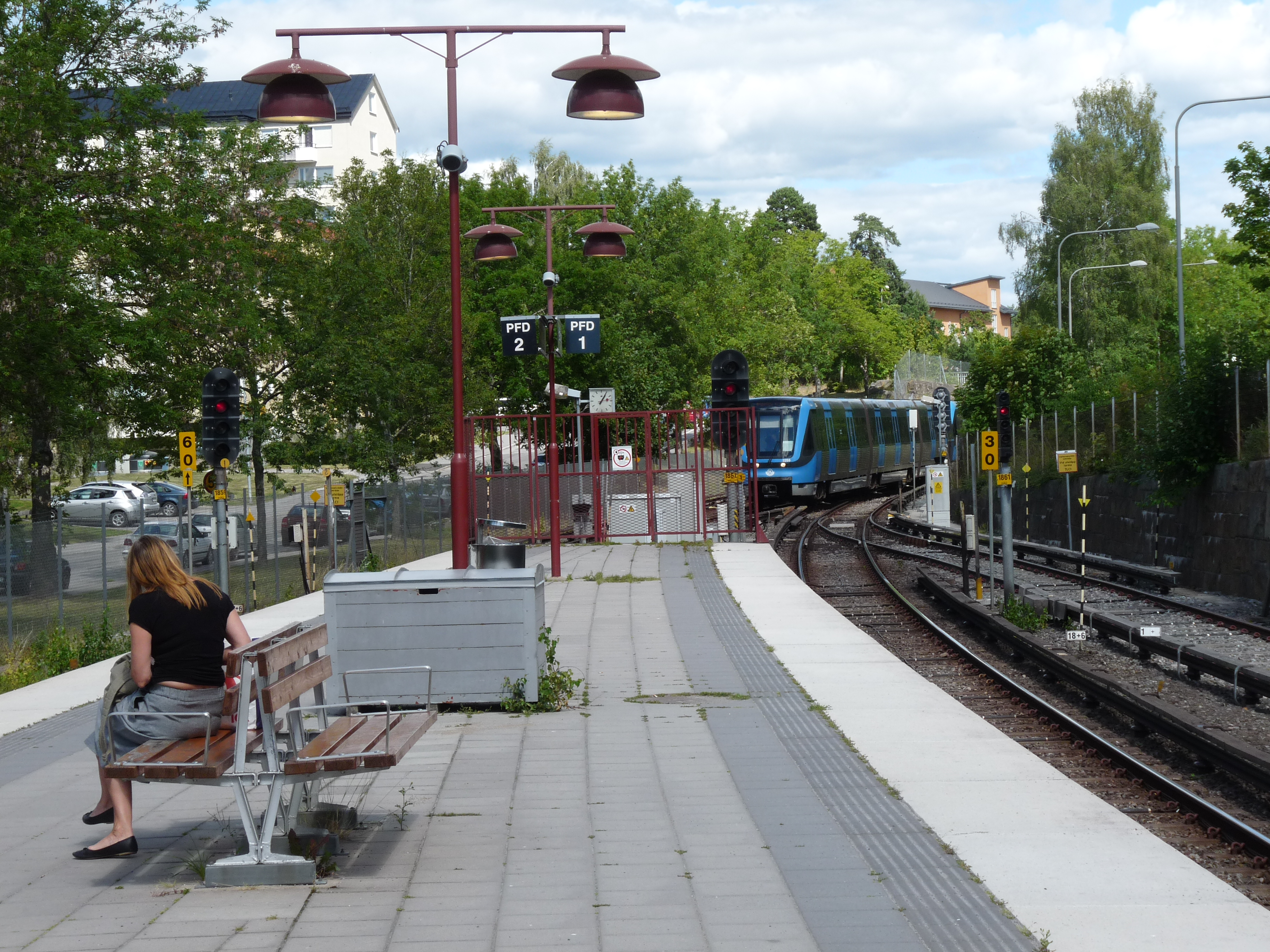
Наземна станція «Hässelby Strand»
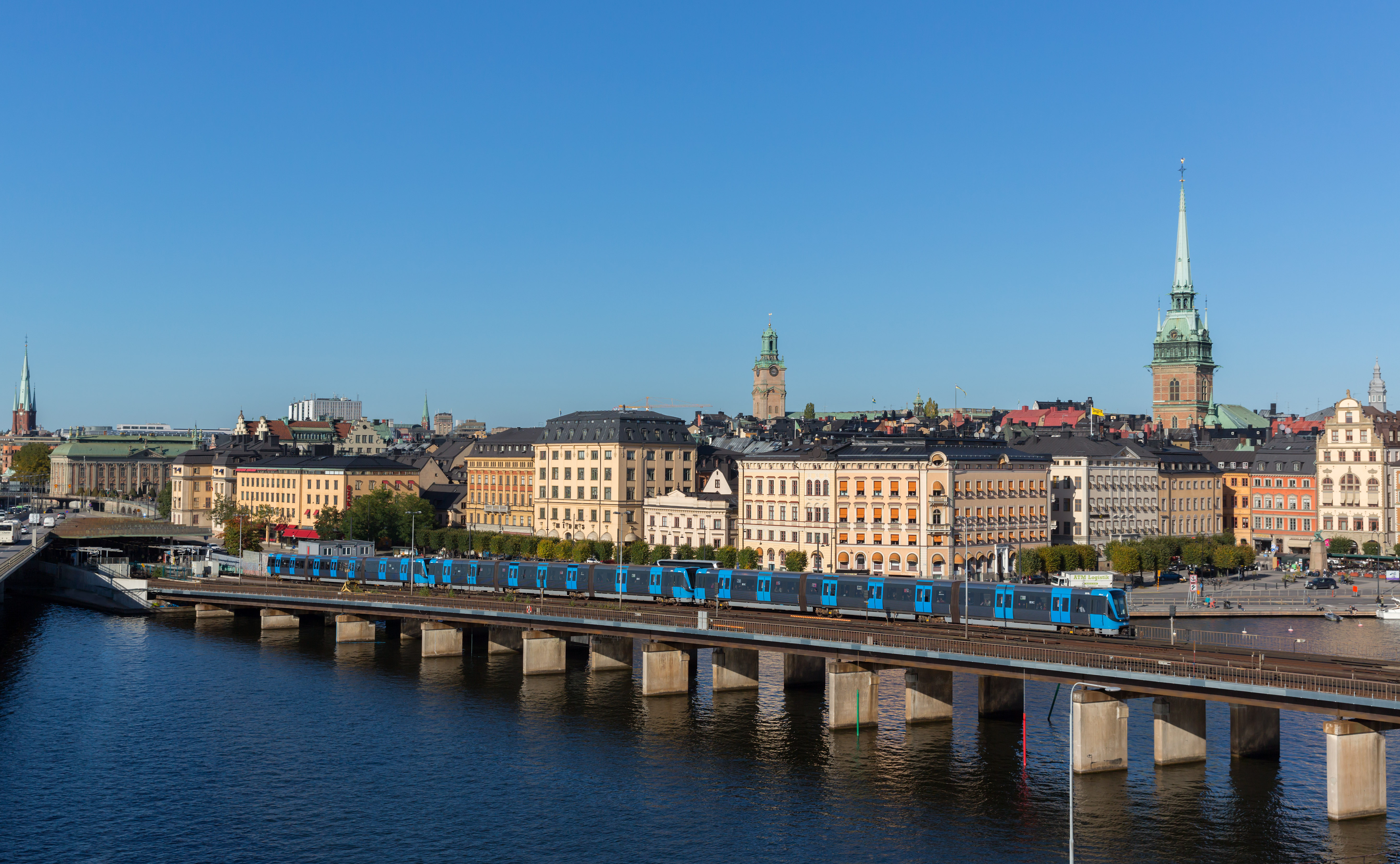
Потяг на метромосту поблизу станції «Gamla Stan»
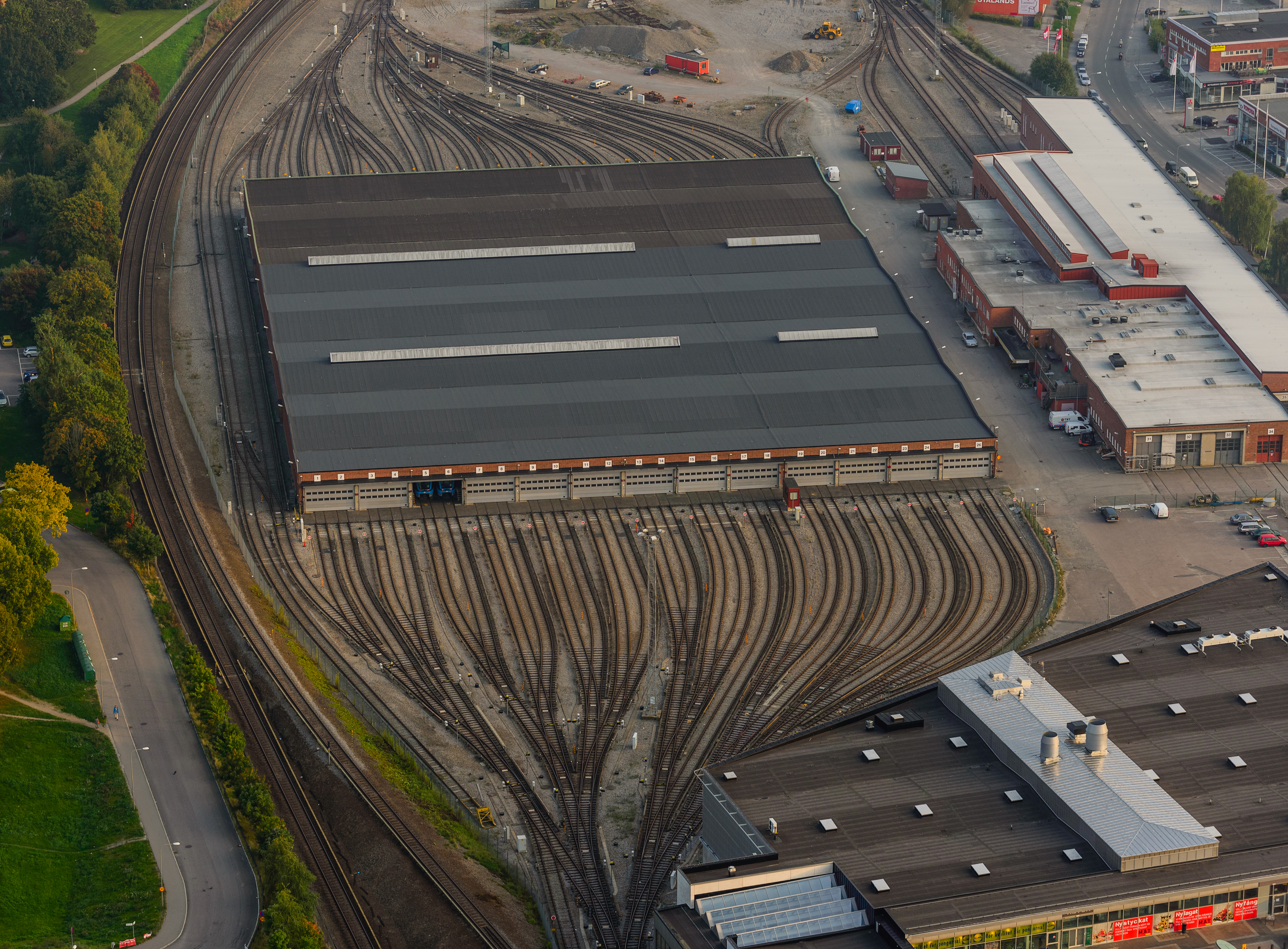
Депо